# (429031) Hannavonhoerner
(429031) Hannavonhoerner est un astéroïde de la ceinture principale.

## Description
(429031) Hannavonhoerner est un astéroïde de la ceinture principale. Il fut découvert le 11 février 2009 à Calar Alto par Felix Hormuth. Il présente une orbite caractérisée par un demi-grand axe de 3,10 UA, une excentricité de 0,09 et une inclinaison de 9,7° par rapport à l'écliptique.